# Oud-Heverlee Leuven
L'Oud-Heverlee Leuven, meglio noto come OH Leuven od OHL e in lingua italiana come OH Lovanio, è una società calcistica belga con sede nella città di Lovanio. La società è stata fondata nel 2002 a seguito della fusione tra i club del K. Stade Leuven, del K. Daring Club Leuven e del F.C. Zwarte Duivels Oud-Heverlee. Milita nella Pro League, la massima serie del campionato belga.

## Storia
L'Oud-Heverlee Leuven è stato fondato nell'estate 2002 dalla fusione di tre società calcistiche della città di Lovanio: lo Stade Leuven, fondato nel 1903, lo Zwarte Duivels Oud-Heverlee, fondato nel 1957, e il Daring Club Leuven, fondato nel 1945. Al termine della stagione 2001-2002 lo Stade Leuven e lo Zwarte Duivels Oud-Heverlee militavano in Derde klasse, la terza serie del campionato belga, mentre il Daring Club Leuven militava in quinta serie. La nuova società prese il numero di matricola dello Zwarte Duivels Oud-Heverlee e venne iscritta in Derde klasse.
La prima stagione dell'Oud-Heverlee Leuven si concluse col secondo posto nel girone B della Derde klasse e conseguente partecipazione ai play-off promozione, nei quali la squadra raggiunse la finale, ma venne sconfitta dall'Eendracht Aalst dopo i tiri di rigore. L'OH Lovanio ottenne la promozione in Tweede klasse al termine della stagione 2004-2005 dopo aver vinto la finale dei play-off promozione contro il Visé dopo i tempi supplementari. Nella stagione 2007-2008 l'OH Lovanio chiuse il campionato in quarta posizione, accedendo così ai play-off per la promozione nella massima serie, conclusi con sei sconfitte sulle sei partite del girone finale. Alla sesta stagione di fila nella seconda serie nazionale, il 24 aprile 2011, l'OH Lovanio vinse il campionato di Tweede klasse, conquistando la promozione in Pro League, la massima serie del campionato belga. La città di Lovanio tornò, così, ad avere una sua squadra di calcio nel primo livello della piramide calcistica belga 61 anni dopo la stagione 1949-1950 che vide l'unica partecipazione dello Stade Leuven.
La stagione 2011-2012 in Pro League si concluse con un quattordicesimo posto nella stagione regolare e la partecipazione ai play-off per l'assegnazione di un posto per le competizioni europee della stagione successiva: l'OH Lovanio arrivò secondo nel girone A della prima fase dei play-off dietro il Cercle Bruges, venendo così eliminato. Nella stagione successiva concluse la stagione regolare al decimo posto e vinse il suo girone dei play-off per un posto nelle coppe europee, ma venne sconfitto nella successiva fase dal Gent. La stagione 2013-2014 vide l'OH Lovanio terminare al quindicesimo posto la stagione regolare, evitando la retrocessione diretta dopo aver vinto gli spareggi contro il Mons, ma retrocedendo in Tweede klasse al termine del girone promozione-retrocessione con tre avversarie provenienti dalla stessa Tweede klasse.
L'OHL rimase in seconda serie per la sola stagione 2014-2015, avendo concluso la stagione regolare al quinto posto e vincendo il girone promozione-retrocessione. La stagione del ritorno in Pro League si aprì col presunto coinvolgimento del proprietario Jimmy Houtput in uno scandalo che stava riguardando la proprietà dei cartellini di calciatori militanti nel campionato inglese contrariamente alle regole della FIFA, scandalo dal quale Houtput prese le distanze, per poi dimettersi dalla carica subito dopo. La stagione si concluse con l'ultimo posto in classifica al termine della stagione regolare e la retrocessione diretta nella Division 1B, la nuova seconda serie del campionato belga.
Nel giugno 2017 il 92% della proprietà dell'Oud-Heverlee Leuven passò alla King Power, società thailandese, presieduta dall'imprenditore Aiyawatt Srivaddhanaprabha e già proprietaria del Leicester City. Nel luglio 2018 la federazione calcistica belga concesse all'OHL di prendere il numero di matricola 18, appartenente allo Stade Leuven, la società più antica tra quelle che avevano partecipato alla fusione che aveva dato origine alla nuova società, abbandonando così l'originario numero di matricola 6142 appartenuto allo Zwarte Duivels Oud-Heverlee.
Dopo quattro stagioni consecutive in Division 1B l'OHL ottenne la promozione in Pro League al termine della stagione 2019-2020, segnata dalle restrizioni legate alla pandemia di COVID-19. L'OHL aveva vinto il torneo di apertura, pertanto era stato ammesso alla finale play-off contro il Beerschot VA, vincitore del torneo di chiusura, che avrebbe deciso la promozione. La successiva decisione di allargare l'organico della Pro League a 18 squadre rese non decisiva la finale play-off, in quanto entrambe le squadre sarebbero state ammesse in massima serie per la stagione 2020-2021.

## Strutture

### Stadio

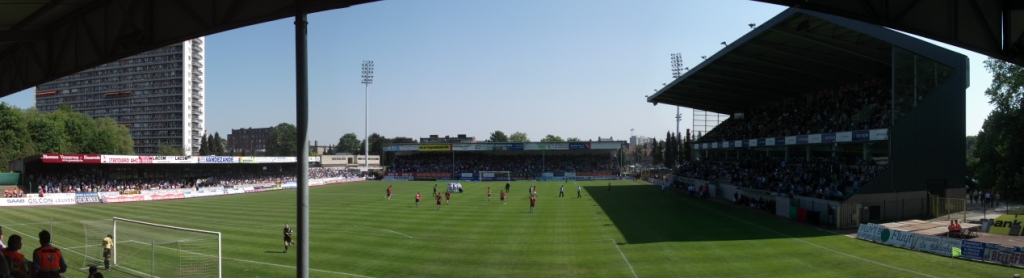
Den Dreef Stadium

Lo stadio dell'OHL è denominato Den Dreef ed è situato a Heverlee, un sobborgo a sud di Lovanio.

## Allenatori
- 2002-2004  Jean-Pierre Vande Velde
- 2004-2007  Guido Brepoels
- 2007-2008  Rudi Cossey
- 2008-2009  Marc Wuyts (1ª-28ª)
 Jean-Pierre Vande Velde (29ª-38ª)
- 2009-2010  Jean-Pierre Vande Velde
- 2010-2013  Ronny Van Geneugden
- 2013-2014  Ronny Van Geneugden (1ª-22ª)
 Herman Vermeulen (23ª-27ª)
 Ivan Leko (28ª-30ª)
- 2014-2015  Ivan Leko (1ª-17ª)
 Hans Vander Elst (18ª-21ª)
 Jacky Mathijssen (22ª-34ª)
- 2015-2016  Jacky Mathijssen (1ª-16ª)
 Emilio Ferrera (17ª-20ª)
 Dennis van Wijk (21ª-34ª)
- 2016-2017  Dennis van Wijk (1ª-6ª)
 Nigel Pearson (7ª-34ª)
- 2017-2018  Nigel Pearson
- 2018-2019  Nigel Pearson (1ª-24ª)
 Vincent Euvrard (25ª-34ª)
- 2019-2020  Vincent Euvrard
- 2020-2023  Marc Brys
- 2023-  Óscar García Junyent

## Palmarès

### Competizioni nazionali
- Campionato belga di seconda divisione: 1

2010-2011

### Altri piazzamenti
- Campionato belga di seconda divisione:

Secondo posto: 2014-2015, 2017-2018
Terzo posto: 2019-2020
- Derde klasse:

Vittoria play-off: 2004-2005

## Statistiche e record

### Partecipazione ai campionati
| Livello | Categoria     | Partecipazioni | Debutto   | Ultima stagione | Totale |
| ------- | ------------- | -------------- | --------- | --------------- | ------ |
| 1º      | Pro League    | 10             | 2011-2012 | 2025-2026       | 10     |
| 2º      | Tweede klasse | 7              | 2005-2006 | 2014-2015       | 11     |
| 2º      | Division 1B   | 4              | 2016-2017 | 2019-2020       | 11     |
| 3º      | Derde klasse  | 3              | 2002-2003 | 2004-2005       | 3      |

### Partecipazione alle coppe
| Competizione     | Partecipazioni | Debutto   | Ultima stagione | Totale |
| ---------------- | -------------- | --------- | --------------- | ------ |
| Coppa del Belgio | 24             | 2002-2003 | 2025-2026       | 24     |

## Organico

### Rosa 2025-2026
Aggiornata al 15 luglio 2025.
| N. |                         | Ruolo | Calciatore             |
| -- | ----------------------- | ----- | ---------------------- |
| 1  | Belgio (bandiera)       | P     | Tobe Leysen            |
| 4  | Belgio (bandiera)       | C     | Birger Verstraete      |
| 5  | Giappone (bandiera)     | D     | Takuma Ōminami         |
| 6  | Paesi Bassi (bandiera)  | C     | Ezechiel Banzuzi       |
| 7  | Martinica (bandiera)    | A     | Mickaël Biron          |
| 8  | Belgio (bandiera)       | C     | Siebe Schrijvers       |
| 9  | Paesi Bassi (bandiera)  | A     | Lequincio Zeefuik      |
| 10 | Francia (bandiera)      | C     | Youssef Maziz          |
| 14 | Uruguay (bandiera)      | D     | Federico Ricca         |
| 16 | Francia (bandiera)      | P     | Maxence Prévot         |
| 17 | Thailandia (bandiera)   | A     | Suphanat Mueanta       |
| 19 | Nigeria (bandiera)      | A     | Chukwubuikem Ikwuemesi |
| 20 | Marocco (bandiera)      | D     | Hamza Mendyl           |
| 21 | RD del Congo (bandiera) | C     | William Balikwisha     |

| N. |                     | Ruolo | Calciatore                  |
| -- | ------------------- | ----- | --------------------------- |
| 23 | Serbia (bandiera)   | C     | Stefan Mitrović             |
| 24 | Serbia (bandiera)   | A     | Jovan Mijatović             |
| 25 | Belgio (bandiera)   | C     | Manuel Osifo                |
| 27 | Spagna (bandiera)   | D     | Óscar Gil                   |
| 28 | Belgio (bandiera)   | D     | Ewoud Pletinckx             |
| 30 | Giappone (bandiera) | C     | Takahiro Akimoto            |
| 33 | Belgio (bandiera)   | C     | Mathieu Maertens (capitano) |
| 58 | Belgio (bandiera)   | D     | Hasan Kuruçay               |
| 61 | Belgio (bandiera)   | P     | Owen Jochmans               |
| 63 | Belgio (bandiera)   | D     | Christ Souanga              |
| 71 | Belgio (bandiera)   | P     | Théo Radelet                |
| 77 | Belgio (bandiera)   | D     | Thibault Vlietinck          |
|    | Spagna (bandiera)   | D     | Óscar Gil                   |

### Rosa 2024-2025
Aggiornata al 17 ottobre 2024.
| N. |                        | Ruolo | Calciatore             |
| -- | ---------------------- | ----- | ---------------------- |
| 1  | Belgio (bandiera)      | P     | Tobe Leysen            |
| 3  | Belgio (bandiera)      | D     | Antef Tsoungui         |
| 4  | Belgio (bandiera)      | C     | Birger Verstraete      |
| 5  | Giappone (bandiera)    | D     | Takuma Ōminami         |
| 6  | Paesi Bassi (bandiera) | C     | Ezechiel Banzuzi       |
| 7  | Martinica (bandiera)   | A     | Mickaël Biron          |
| 8  | Belgio (bandiera)      | C     | Siebe Schrijvers       |
| 9  | Paesi Bassi (bandiera) | A     | Lequincio Zeefuik      |
| 10 | Francia (bandiera)     | C     | Youssef Maziz          |
| 14 | Uruguay (bandiera)     | D     | Federico Ricca         |
| 16 | Francia (bandiera)     | P     | Maxence Prévot         |
| 17 | Thailandia (bandiera)  | A     | Suphanat Mueanta       |
| 19 | Nigeria (bandiera)     | A     | Chukwubuikem Ikwuemesi |
| 20 | Marocco (bandiera)     | D     | Hamza Mendyl           |

| N. |                         | Ruolo | Calciatore                  |
| -- | ----------------------- | ----- | --------------------------- |
| 21 | RD del Congo (bandiera) | C     | William Balikwisha          |
| 23 | Serbia (bandiera)       | C     | Stefan Mitrović             |
| 24 | Serbia (bandiera)       | A     | Jovan Mijatović             |
| 25 | Belgio (bandiera)       | C     | Manuel Osifo                |
| 27 | Spagna (bandiera)       | D     | Óscar Gil                   |
| 28 | Belgio (bandiera)       | D     | Ewoud Pletinckx             |
| 30 | Giappone (bandiera)     | C     | Takahiro Akimoto            |
| 33 | Belgio (bandiera)       | C     | Mathieu Maertens (capitano) |
| 58 | Belgio (bandiera)       | D     | Hasan Kuruçay               |
| 61 | Belgio (bandiera)       | P     | Owen Jochmans               |
| 63 | Belgio (bandiera)       | D     | Christ Souanga              |
| 71 | Belgio (bandiera)       | P     | Théo Radelet                |
| 77 | Belgio (bandiera)       | D     | Thibault Vlietinck          |

### Rosa 2023-2024
Aggiornata al 2 febbraio 2024.
| N. |                           | Ruolo | Calciatore             |
| -- | ------------------------- | ----- | ---------------------- |
| 1  | Belgio (bandiera)         | P     | Tobe Leysen            |
| 5  | Belgio (bandiera)         | C     | Birger Verstraete      |
| 6  | Belgio (bandiera)         | D     | Joren Dom              |
| 7  | Islanda (bandiera)        | A     | Jón Dagur Þorsteinsson |
| 8  | Belgio (bandiera)         | C     | Siebe Schrijvers       |
| 9  | Norvegia (bandiera)       | A     | Jonatan Braut Brunes   |
| 11 | Paesi Bassi (bandiera)    | C     | Ezechiel Banzuzi       |
| 14 | Uruguay (bandiera)        | D     | Federico Ricca         |
| 15 | Costa d'Avorio (bandiera) | D     | Konan N'Dri            |
| 16 | Francia (bandiera)        | P     | Maxence Prévot         |
| 17 | Giappone (bandiera)       | C     | Kento Misao            |
| 18 | Francia (bandiera)        | D     | Florian Miguel         |
| 19 | Thailandia (bandiera)     | A     | Suphanat Mueanta       |

| N. |                      | Ruolo | Calciatore                  |
| -- | -------------------- | ----- | --------------------------- |
| 20 | Marocco (bandiera)   | D     | Hamza Mendyl                |
| 21 | Ghana (bandiera)     | D     | Alexandro Calut             |
| 22 | Belgio (bandiera)    | D     | Nathan Opoku                |
| 24 | Argentina (bandiera) | D     | Franco Russo                |
| 25 | Belgio (bandiera)    | C     | Manuel Osifo                |
| 28 | Belgio (bandiera)    | D     | Ewoud Pletinckx             |
| 30 | Giappone (bandiera)  | C     | Takahiro Akimoto            |
| 33 | Belgio (bandiera)    | C     | Mathieu Maertens (capitano) |
| 38 | Belgio (bandiera)    | P     | Oregan Ravet                |
| 43 | Belgio (bandiera)    | A     | Nachon Nsingi               |
| 77 | Belgio (bandiera)    | D     | Thibault Vlietinck          |
| 88 | Francia (bandiera)   | C     | Youssef Maziz               |
|    | Nigeria (bandiera)   | A     | Chukwubuikem Ikwuemesi      |

### Rosa 2022-2023
Aggiornata al 10 febbraio 2023.
| N. |                         | Ruolo | Calciatore             |
| -- | ----------------------- | ----- | ---------------------- |
| 4  | Bulgaria (bandiera)     | C     | Kristijan Malinov      |
| 5  | Belgio (bandiera)       | D     | Pierre-Yves Ngawa      |
| 6  | Belgio (bandiera)       | D     | Joren Dom              |
| 7  | Islanda (bandiera)      | A     | Jón Dagur Þorsteinsson |
| 8  | Belgio (bandiera)       | C     | Siebe Schrijvers       |
| 9  | Spagna (bandiera)       | A     | Mario González         |
| 10 | Giordania (bandiera)    | A     | Musa Al-Taamari        |
| 12 | Romania (bandiera)      | P     | Valentin Cojocaru      |
| 13 | Marocco (bandiera)      | C     | Sofian Kiyine          |
| 14 | Uruguay (bandiera)      | D     | Federico Ricca         |
| 15 | Burkina Faso (bandiera) | D     | Dylan Ouedraogo        |
| 18 | Guinea (bandiera)       | A     | Maï Traoré             |

| N. |                    | Ruolo | Calciatore                  |
| -- | ------------------ | ----- | --------------------------- |
| 20 | Marocco (bandiera) | D     | Hamza Mendyl                |
| 21 | Ghana (bandiera)   | A     | Nathan Opoku                |
| 24 | Belgio (bandiera)  | C     | Casper De Norre             |
| 25 | Belgio (bandiera)  | D     | Louis Patris                |
| 28 | Belgio (bandiera)  | D     | Ewoud Pletinckx             |
| 29 | Belgio (bandiera)  | P     | Nordin Jackers              |
| 30 | Ghana (bandiera)   | C     | Emmanuel Toku               |
| 33 | Belgio (bandiera)  | C     | Mathieu Maertens (capitano) |
| 38 | Belgio (bandiera)  | P     | Oregan Ravet                |
| 43 | Belgio (bandiera)  | A     | Nachon Nsingi               |
| 77 | Belgio (bandiera)  | D     | Thibault Vlietinck          |

### Rosa 2021-2022
| N. |                         | Ruolo | Calciatore                |
| -- | ----------------------- | ----- | ------------------------- |
| 3  | Marocco (bandiera)      | D     | Soufiane Chakla           |
| 4  | Bulgaria (bandiera)     | C     | Kristijan Malinov         |
| 5  | Belgio (bandiera)       | D     | Pierre-Yves Ngawa         |
| 6  | Belgio (bandiera)       | D     | Sébastien Dewaest         |
| 7  | Benin (bandiera)        | A     | Yannick Aguemon           |
| 8  | Belgio (bandiera)       | A     | Siebe Schrijvers          |
| 9  | Guinea (bandiera)       | A     | Sory Kaba                 |
| 10 | Francia (bandiera)      | C     | Xavier Mercier (capitano) |
| 11 | Giordania (bandiera)    | A     | Musa Al-Taamari           |
| 13 | Islanda (bandiera)      | P     | Rúnar Alex Rúnarsson      |
| 14 | Belgio (bandiera)       | C     | Thibault Vlietinck        |
| 15 | Burkina Faso (bandiera) | D     | Dylan Ouedraogo           |
| 17 | Ucraina (bandiera)      | A     | Mykola Kucharevyč         |
| 19 | Georgia (bandiera)      | A     | Levan Shengelia           |
| 20 | Ghana (bandiera)        | C     | Isaac Asante              |

| N. |                      | Ruolo | Calciatore         |
| -- | -------------------- | ----- | ------------------ |
| 21 | Belgio (bandiera)    | C     | Alexis De Sart     |
| 24 | Belgio (bandiera)    | D     | Casper De Norre    |
| 25 | Belgio (bandiera)    | D     | Louis Patris       |
| 27 | Belgio (bandiera)    | C     | Mandela Keita      |
| 28 | Belgio (bandiera)    | D     | Toon Raemaekers    |
| 29 | Francia (bandiera)   | D     | Scotty Sadzoute    |
| 32 | Belgio (bandiera)    | A     | Daan Vekemans      |
| 33 | Belgio (bandiera)    | C     | Mathieu Maertens   |
| 35 | Turchia (bandiera)   | D     | Cenk Özkacar       |
| 38 | Belgio (bandiera)    | P     | Oregan Ravet       |
| 39 | Belgio (bandiera)    | A     | Arthur Allemeersch |
| 77 | Nigeria (bandiera)   | A     | Jesse Sekidika     |
| 90 | Venezuela (bandiera) | P     | Rafael Romo        |
| 99 | Iran (bandiera)      | A     | Kaveh Rezaei       |
|    | Polonia (bandiera)   | A     | Aleksander Buksa   |